# Kåfjord (fjord in Finnmark)
Het Kåfjord is een fjord in de provincie Troms og Finnmark in het noordoosten van Noorwegen. Het is een zijarm aan het zuidwestelijke einde van de Altafjord. De fjord is circa 7 kilometer lang en 1 kilometer breed.
Tussen 1826 en 1909 werd er kopererts gedolven bij de fjord. De mijn was de eerste grotere industriële onderneming in Noorwegen. Honderden - naar schatting duizend - mensen vestigden zich bij de fjord om aan het werk te kunnen gaan bij de mijn. Het toen ontstane dorp Kåfjord werd echter tijdens de Tweede Wereldoorlog voor een groot deel verwoest. Hedendaags is hier niet veel meer van over - wel kunnen de overblijfselen nog worden bezocht, waaronder de in 1837 in Engelse stijl gebouwde kerk. Het dorp in zijn huidige staat is een onderdeel van de stad Alta, al ligt het 20 kilometer van deze stad verwijderd. Het wordt nu nog maar door enkele tientallen mensen bewoond.
Op de Haldde, een 904 meter hoge berg bij de fjord staat een observatorium, die voorheen diende als observatorium voor het Poollicht. Het werd in 1899 opgericht door de Noorse wetenschapper Kristian Birkeland en werd gebruikt tot 1926, toen het observatorium verplaatst werd naar Tromsø.
Tijdens de Tweede Wereldoorlog werd de Kåfjord gebruikt als haven voor het Duitse slagschip de Tirpitz. Het werd daar in september 1943 zwaar beschadigd door een aanval van de Britse luchtmacht en de Royal Navy gedurende de Operatie Source. Bij de fjord is een museum gelegen met een collectie van foto's en artefacten die te maken hebben met het schip.